# World Athletics Indoor Tour 2024
Il World Athletics Indoor Tour 2024 sarà la nona edizione del World Athletics Indoor Tour, serie di meeting internazionali indoor di atletica leggera organizzata annualmente dalla World Athletics.
Le discipline valide per questa edizione sono i 60 m, 800 m, 3000 m, salto con l'asta, salto triplo e getto del peso per gli uomini e 400 m, 1500 m, 60 m ostacoli, salto in alto e salto in lungo per le donne.

## I meeting

### Gold[1]
| Nº | Meeting                               | Stadio                            | Sede     | Data        |
| -- | ------------------------------------- | --------------------------------- | -------- | ----------- |
| 1  | Astana Indoor Meeting                 | Track & Field complex QAZAQSTAN   | Astana   | 27 gennaio  |
| 2  | Czech Indoor Gala 2024                | Atletická hala                    | Ostrava  | 30 gennaio  |
| 3  | New Balance Indoor Grand Prix         | the TRACK at new balance          | Boston   | 4 febbraio  |
| 4  | ORLEN Copernicus Cup                  | Arena Toruń                       | Toruń    | 6 febbraio  |
| 5  | Meeting Hauts-de-France Pas-de-Calais | Arena stade couvert de Liévin     | Liévin   | 10 febbraio |
| 6  | Millrose Games                        | Armory Track                      | New York | 11 febbraio |
| 7  | Villa de Madrid                       | Centro Deportivo Municipal Gallur | Madrid   | 23 febbraio |

### Silver[2]
| Nº | Meeting                            | Stadio                              | Sede             | Data        |
| -- | ---------------------------------- | ----------------------------------- | ---------------- | ----------- |
| 1  | Fly Pireus                         | Peace and Friendship Indoor Hall    | Pireo            | 26 gennaio  |
| 2  | Meeting de l'Eure                  | Stade couvert Jesse Owens           | Val-de-Reuil     | 28 gennaio  |
| 3  | Elite Indoor Track Miramas Meeting | Stadium Miramas Métropole           | Miramas          | 2 febbraio  |
| 4  | Meeting Metz Moselle Athlelor      | L'Anneau-Halle d'athlétisme de Metz | Metz             | 3 febbraio  |
| 5  | ISTAF INDOOR Düsseldorf            | ISS Dome                            | Düsseldorf       | 4 febbraio  |
| 6  | Mondo Classic                      | IFU Arena                           | Uppsala          | 6 febbraio  |
| 7  | Beskydská laťka                    | Werk Arena                          | Třinec           | 7 febbraio  |
| 8  | Mondeville Meeting                 | Halle Michel d'Ornano               | Mondeville       | 7 febbraio  |
| 9  | Meeting Indoor de Lyon             | Halle Stéphane Diagana              | Lione            | 9 febbraio  |
| 10 | Hustopečské skákání                | Městská sportovní hala              | Hustopeče        | 10 febbraio |
| 11 | Meeting de Paris                   | AccorHotels Arena de Bercy          | Parigi           | 11 febbraio |
| 12 | 30th Banskobystrická latka         | Športová hala Dukla                 | Banská Bystrica  | 13 febbraio |
| 13 | Belgrade Indoor Meeting            | Atletska dvorana                    | Belgrado         | 13 febbraio |
| 14 | Hvězdy v Nehvizdech                | Sportovní Hala                      | Nehvizdy         | 20 febbraio |
| 15 | All Star Perche                    | Maison des Sports                   | Clermont-Ferrand | 22 febbraio |
| 16 | ISTAF INDOOR                       | Mercedes-Benz Arena                 | Berlino          | 23 febbraio |
| 17 | Perche Elite Tour                  | Complexe Kindarena                  | Rouen            | 24 febbraio |

### Bronze[3]
| Nº | Meeting                                                        | Stadio                                | Sede               | Data          |
| -- | -------------------------------------------------------------- | ------------------------------------- | ------------------ | ------------- |
| 1  | Jablonec Indoor 2024                                           | Atletická hala - stadion Střelnice    | Jablonec nad Nisou | 20 gennaio    |
| 2  | Sparkassen Indoor Meeting Dortmund                             | Helmut-Körnig-Halle                   | Dortmund           | 20 gennaio    |
| 3  | VIII International Athletics Tournament - Olga Rypakova Prizes | Athletic Center Olga Rypakova         | Ust-Kamenogorsk    | 20 gennaio    |
| 4  | CMCM Indoor Meeting                                            | Coque Sport Center                    | Kirchberg          | 21 gennaio    |
| 5  | Aarhus SPRINT'n'JUMP                                           | Aarhus Atletik og Løbeakademi         | Århus              | 23 gennaio    |
| 6  | Tampere Indoor Meeting                                         | TESC                                  | Tampere            | 23 gennaio    |
| 7  | PNC Lenny Lyles Invitational                                   | Norton Sports Center                  | Louisville         | 26-27 gennaio |
| 8  | Dr. Sander Invitational                                        | Armory Track                          | New York           | 27 gennaio    |
| 9  | Meeting indoor Nantes Métropole                                | Stadium Pierre-Quinon                 | Nantes             | 27 gennaio    |
| 10 | ORLEN Cup Łódź 2024                                            | Atlas Arena                           | Łódź               | 27 gennaio    |
| 11 | International Jump Meeting Cottbus                             | Lausitz-Arena                         | Cottbus            | 31 gennaio    |
| 12 | BKK Freundenberg High Jump Meeting                             | TSG-Halle                             | Weinheim           | 2 febbraio    |
| 13 | Folksam GP Stockholm Indoor 2024                               | Sätrahallen                           | Stoccolma          | 3 febbraio    |
| 14 | IFAM Gent Indoor                                               | Topsporthal Vlaanderen                | Gand               | 3 febbraio    |
| 15 | Memorial Josip Gasparac Pole Vault                             | Nastavno-sportska dvorana Gradski vrt | Osijek             | 20 febbraio   |

### Challenger[4]
| Nº | Meeting                                                        | Stadio                                      | Sede              | Data           |
| -- | -------------------------------------------------------------- | ------------------------------------------- | ----------------- | -------------- |
| 1  | Navarra Indoor Athletics                                       | Navarra Arena                               | Pamplona          | 29 dicembre    |
| 2  | Univers Perche                                                 | Centre Sportif du Dévoluy                   | Le Dévoluy        | 13 gennaio     |
| 3  | Kuldiga Catherine's Cup                                        | Vieglatlētikas manēža                       | Kuldiga           | 20 gennaio     |
| 4  | Starperche                                                     | Palais des Sports                           | Bordeaux          | 20 gennaio     |
| 5  | 4.Stadtwerk-Hallenmeeting powered by 1080 Bausysteme           | Athletik Zentrum                            | San Gallo         | 20-21 gennaio  |
| 6  | Inter Hallenmeeting                                            | Leichtathletikhalle im Sportforum           | Chemnitz          | 27 gennaio     |
| 7  | Miting Catalunya                                               | Pista Coberta de Catalunya                  | Sabadell          | 27 gennaio     |
| 8  | Biel/Bienne Athletics Hallenmeeting                            | Halle End der Welt                          | Magglingen        | 27-28 gennaio  |
| 9  | Elán Míting                                                    | Športová hala Elán                          | Bratislava        | 28 gennaio     |
| 10 | Nordhausen Indoor Kugelstossen                                 | Wiedigsburghalle                            | Nordhausen        | 28 gennaio     |
| 11 | Breuninger Hallenmeeting                                       | Hartwig-Gauder-Halle                        | Erfurt            | 2 febbraio     |
| 12 | Meeting 3 Sauts                                                | Salle Marie Collonvillé                     | Amiens            | 3 febbraio     |
| 13 | Rochlitz Shot Put Meeting                                      | Turnhalle Am Regenbogen                     | Rochlitz          | 4 febbraio     |
| 14 | Udin Jump Development                                          | Palaindoor O. Bernes                        | Udine             | 6 febbraio     |
| 15 | Filathlitikos Kallithea International High Jump Indoor Meeting | Municipal Gymnasium National Resistance     | Atene             | 7 febbraio     |
| 16 | Meeting Ciudad de Valencia                                     | Velódromo Luis Puig                         | Valencia          | 7 febbraio     |
| 17 | International High Jump Gala Elmos                             | Sporthal De Lichten                         | Heist-op-den-Berg | 10 febbraio    |
| 18 | Nordic indoor match                                            | Bærum Idrettspark                           | Bærum             | 11 febbraio    |
| 19 | Stabhochsprung Stars 2024                                      | Raiffeisen athletics-center                 | Frauenfeld        | 11 febbraio    |
| 20 | Perche en Or                                                   | Stab Vélodrome de Roubaix                   | Roubaix           | 14 febbraio    |
| 21 | PNG Valentine Meet / Indoor                                    | Gatorade Center                             | Turku             | 2 febbraio     |
| 22 | Chinese Indoor GP Series                                       | Xipu Training Base Indoor Athletics Stadium | Chengdu           | 27-28 febbraio |
| 23 | Chinese Indoor GP Series                                       |                                             | Xi'an             | 2-3 marzo      |

## Risultati (Gold)

### Uomini
| #         | Meeting   | 60 m                   | 800 m                       | 3000 m                       | Salto con l'asta          | Salto triplo                 | Getto del peso            |
| 1         | Astana    | Demek Kemp 6"55        | -                           | Samuel Tefera 7'33"80        | Armand Duplantis 5,80 m   | -                            | Scott Lincoln 20,81 m     |
| 2         | Ostrava   | Yoshihide Kiryū 6"53   | Tshepiso Masalela 1'46"41   | -                            | -                         | -                            | Roger Steen 21,38 m       |
| 3         | Boston    | Noah Lyles 6"44        | Marco Arop 2'14"74 (1000 m) | Lamecha Girma 7'29"09        | -                         | -                            | -                         |
| 4         | Toruń     | Jeremiah Azu 6"57      | Tshepiso Masalela 1'46"07   | Selemon Barega 7'25"82       | Piotr Lisek 5,75 m        | Andy Diaz 17,61 m            | -                         |
| 5         | Liévin    | -                      | Eliott Crestan 1'45"10      | Selemon Barega 7'31"38       | Sam Kendricks 5,76 m      | Hugues Fabrice Zango 17,21 m | Leonardo Fabbri 22,37 m   |
| 6         | New York  | Christian Coleman 6"51 | Bryce Hoppel 1'45"54        | Josh Kerr 8'00"67 (2 miglia) | Christopher Nilsen 5,82 m | -                            | -                         |
| 7         | Madrid    | -                      | Catalin Tecuceanu 1'45"00   | Narve Gilje Nordås 7'41"28   | Piotr Lisek 5,70 m        | Jordan Díaz 17,52 m          | Rajindra Campbell 22,16 m |
| Vincitore | Vincitore | Jeremiah Azu 12 p.     | Catalin Tecuceanu 22 p.     | Selemon Barega 20 p.         | Piotr Lisek 20 p.         | Yasser Triki 17 p.           | Tomas Walsh 19 p.         |

### Donne
| #          | Meeting    | 400 m               | 1500 m / miglio                            | 60 m hs                | Salto in alto             | Salto in lungo             |
| 1          | Astana     | Cátia Azevedo 52"64 | Diribe Welteji 4'23"76 (miglio)            | Tobi Amusan 7"77       | Urtė Baikštytė 1,92 m     | Milica Gardašević 6,45 m   |
| 2          | Ostrava    | Lieke Klaver 50"54  | Freweyni Hailu 4'17"36 (miglio)            | Pia Skrzyszowska 7"82  | -                         | -                          |
| 3          | Boston     | Kendall Ellis 52"77 | Gudaf Tsegay 3'58"11                       | Tia Jones 7"72         | -                         | Tara Davis-Woodhall 6,86 m |
| 4          | Toruń      | Lieke Klaver 50"57  | Freweyni Hailu 3'55"28                     | Nadine Visser 7"80     | -                         | -                          |
| 5          | Liévin     | Femke Bol 49"63     | Freweyni Hailu 3'57"24                     | Tobi Amusan 7"83       | -                         | -                          |
| 6          | New York   | -                   | Elinor Purrier St. Pierre 4'16"41 (miglio) | Devynne Charlton 7"67  | Jaroslava Mahučich 2,00 m | -                          |
| 7          | Madrid     | Andrea Miklós 51"11 | Ludovica Cavalli 4'07"01                   | Devynne Charlton 7"68  | Lia Apostolovski 1,89 m   | Florentina Iușco 6,65 m    |
| Vincitrice | Vincitrice | Lieke Klaver 27 p.  | Freweyni Hailu 30 p.                       | Devynne Charlton 28 p. | Urtė Baikštytė 10 p.      | Milica Gardašević 17 p.    |